# 35
35 је била проста година.

## Догађаји
- Цар Тиберије је именовао Калигулу и Гамела, унука, за сунаследнике.
- Плиније Старији је доведен у Рим.
- Тиридат III постаје краљ Партије (до 36. године).